# Smash (televisieserie)
Smash is een Amerikaanse musical-dramaserie die oorspronkelijk werd uitgezonden van 6 februari 2012 tot en met 26 mei 2013. De serie werd bedacht door toneelschrijver Theresa Rebeck en ontwikkeld door Robert Greenblatt. Steven Spielberg was een van de uitvoerende producenten. De serie werd in de Verenigde Staten uitgezonden op het netwerk NBC en geproduceerd door DreamWorks Television en Universal Television. In Nederland wordt de serie door RTL 8 uitgezonden.
De cast bestond uit onder anderen Debra Messing, Jack Davenport, Katharine McPhee, Christian Borle, Megan Hilty, Jeremy Jordan en Anjelica Huston. De serie werd voorzien van originele muziek van de componisten Marc Shaiman en Scott Wittman.
Het eerste seizoen ontving de Primetime Emmy Award voor uitstekende choreografie. De serie werd ook genomineerd voor een Golden Globe Award en een Grammy Award.

## Verhaal
De show draait om een groep personen die een nieuwe Broadway-musical aan het creëren zijn. Iedereen moet zijn of haar, vaak chaotische, persoonlijke leven in evenwicht proberen te krijgen met het veeleisende leven in het theater.

### Seizoen 1 (2012)
Het schrijversduo Julia Houston (Debra Messing) en Tom Levitt (Christian Borle) komen met het idee om een nieuwe musical, Bombshell, gebaseerd op het leven van Marilyn Monroe te creëren. Producent Eileen Rand (Anjelica Huston), in het midden van een echtscheidingsprocedure van haar flirtende man, springt aan boord en brengt Derek Wills (Jack Davenport) met zich mee, een lastige maar briljante regisseur. Ivy Lynn (Megan Hilty) wordt in eerste instantie gecast als Marilyn, maar wordt gedwongen de concurrentie aan te gaan met het getalenteerde, maar naïeve ensemble-lid Karen Cartwright (Katharine McPhee). Julia's vroegere minnaar Michael Swift (Will Chase) wordt in eerste instantie gecast voor de rol van Joe DiMaggio. Als Julia en Michael's reünie ernstige problemen veroorzaakt in Julia's huwelijk met Frank (Brian d'Arcy James), wordt de beslissing genomen om Michael te ontslaan. De rol van Marilyn wordt hercast, filmster Rebecca Duvall (Uma Thurman) gaat deze nu spelen, waardoor Ivy teleurgesteld wordt achtergelaten. Na een wat rampzalige openingsvoorstelling in Boston raakt Rebecca ziek als gevolg van een pinda-allergie en de acteur die Joe speelt verlaat de productie voor een betere klus. Derek geeft vervolgens Karen de rol van Marilyn en Michael gaat Joe weer spelen. Karen ontdekt dat Ivy heeft geslapen met haar verloofde Dev (Raza Jaffrey), terwijl Eileen erachter komt dat haar assistent Ellis (Jaime Cepero) degene was die Rebecca heeft vergiftigd en ontslaat hem. Het seizoen eindigt met het slotnummer van Bombshell waarna ze worden geprezen door het publiek.

### Seizoen 2 (2013)
Terwijl er hard wordt gewerkt om Bombshell op Broadway te openen in New York raakt de show juridische en creatieve problemen die de toekomst van de musical bedreigen. Ondertussen doen de cast en crew (die te zien waren in seizoen 1) een poging om werk te vinden. Karen ontmoet twee ambitieuze vrienden en partners (Kyle, een theaterschrijver, en Jimmy, een componist) en probeert hun werk op te laten vallen, in het bijzonder bij Derek. Derek werkt met Broadwayster Veronica Moore (Jennifer Hudson), die bevriend raakt met Karen. Ivy krijgt een rol in Liaisons, een show gebaseerd op het toneelstuk Les Liaisons Dangereuses. Aan Bombshell moet nog veel gedaan worden voordat ze kunnen spelen op Broadway. Eerst wordt Peter Gillman, een dramaturg, ingehuurd om te de show te helpen herschrijven. Ten tweede vervangt Jerry Eileen als producent van de show nadat ze moest terugtreden toen de overheid erachter dat ze Bombshell gefinancierd had met illegaal geld. Karen en Jimmy's relatie begint te ontwikkelen, maar veroorzaakt een aantal verstoringen op de werkplek door verborgen gevoelens van Derek voor Karen.

## Rolverdeling
| Hoofdpersonages    |                  |    |    |
| Acteur             | Personage        | S1 | S2 |
| Debra Messing      | Julia Houston    |    |    |
| Jack Davenport     | Derek Wills      |    |    |
| Katharine McPhee   | Karen Cartwright |    |    |
| Christian Borle    | Tom Levitt       |    |    |
| Megan Hilty        | Ivy Lynn         |    |    |
| Jeremy Jordan      | Jimmy Collins    |    |    |
| Anjelica Huston    | Eileen Rand      |    |    |
| Leslie Odom jr.    | Sam Strickland   |    |    |
| Andy Mientus       | Kyle Bishop      |    |    |
| Krysta Rodriguez   | Ana Vargas       |    |    |
| Jaime Cepero       | Ellis Boyd       |    |    |
| Raza Jaffrey       | Dev Sundaram     |    |    |
| Brian d'Arcy James | Frank Houston    |    |    |

| Speciale gastacteurs |                        |    |    |
| Acteur               | Personage              | S1 | S2 |
| Nick Jonas           | Lyle West              |    |    |
| Bernadette Peters    | Leigh Conroy           |    |    |
| Norbert Leo Butz     | Broadway theateracteur |    |    |
| Uma Thurman          | Rebecca Duvall         |    |    |
| Jennifer Hudson      | Veronica Moore         |    |    |
| Sheryl Lee Ralph     | Cynthia Moore          |    |    |
| Sean Hayes           | Terrence Falls         |    |    |
| Liza Minnelli        |                        |    |    |

| Personages        |                    |    |    |
| Acteur            | Personage          | S1 | S2 |
| Ann Harada        | Linda              |    |    |
| Becky Ann Baker   | Mrs. Cartwright    |    |    |
| Dylan Baker       | Roger Cartwright   |    |    |
| Michael Cristofer | Jerry Rand         |    |    |
| Emory Cohen       | Leo Houston        |    |    |
| Wesley Taylor     | Bobby              |    |    |
| Phillip Spaeth    | Dennis             |    |    |
| Savannah Wise     | Jessica            |    |    |
| Jenny Laroche     | Sue                |    |    |
| Thorsten Kaye     | Nick Felder        |    |    |
| Will Chase        | Michael Swift      |    |    |
| Neal Bledsoe      | John Goodwin       |    |    |
| Tala Ashe         | R.J.               |    |    |
| Michelle Federer  | Monica Swift       |    |    |
| Daniel Sunjata    | Peter Gillman      |    |    |
| Jesse L. Martin   | Scott Nichols      |    |    |
| Nikki Blonsky     | Margot             |    |    |
| Daphne Rubin-Vega | Agnes              |    |    |
| Veanne Cox        | Castlid Liaisons   |    |    |
| Jason Kravits     | Regisseur Liaisons |    |    |
| Jamey Sheridan    | Richard Francis    |    |    |

## Muziek
NBC kondigde op 9 juni 2011 aan dat ze een deal hadden gesloten met Columbia Records voor een soundtrack van de serie. De deal gaf Columbia wereldwijde digitale en fysieke rechten op de muziek van het eerste seizoen, met een optie voor eventuele latere seizoenen. De overeenkomst omvatte zowel originele nummers geschreven voor de serie als covers die in het programma voorkomen.
Het soundtrackalbum van seizoen 1, The Music of Smash, werd uitgebracht op 1 mei 2012. Het album debuteerde op de Billboard 200 op nummer 9 met 40.000 verkochte exemplaren in de eerste week.
Op 12 februari 2013 werd een cd uitgebracht met alleen originele nummers van het eerste en tweede seizoen van de show. Het bevat alle 22 nummers geschreven voor de fictieve musical Bombshell en bevat vocals van Katharine McPhee (Karen Cartwright) en Megan Hilty (Ivy Lynn) als Marilyn Monroe.

### Bombshellmusical nummers
Akte I
- "Let Me Be Your Star" – Norma Jeane Mortenson en Shadow Selves
- "At Your Feet" – Gladys, Young Norma Jeane, Tourists en Hollywood bewoners
- "Smash!" – Norma Jeane, Aspiring Actresses
- "Never Give All the Heart" – Norma Jeane
- "The 20th Century Fox Mambo" – Marilyn Monroe en Twentieth Century Fox Studio Staff
- "The National Pastime" – Marilyn en de New York Yankees
- "History is Made at Night" – Marilyn, Joe DiMaggio en de geliefden
- "I Never Met a Wolf Who Didn't Love to Howl" – Marilyn en Troops
- "Mr. & Mrs. Smith" – Marilyn en Joe DiMaggio
- "Don't Say Yes Until I Finish Talking" – Darryl F. Zanuck en Studio Executives
- "On Lexington & 52nd Street" – Joe DiMaggio, Marilyn, Reporter en New York bewoners
- "Cut, Print...Moving On" - Marilyn en Studio Staff

Akte II
- "Public Relations" – Marilyn en de pers
- "Dig Deep" – Marilyn, Lee Strasberg en de studenten
- "Second Hand White Baby Grand" – Marilyn
- "They Just Keep Moving the Line" – Marilyn
- "Let's Be Bad" – Marilyn en de cast van Some Like It Hot
- "The Right Regrets" – Marilyn en Arthur Miller
- "(Let's Start) Tomorrow Tonight" – Nat King Cole en achtergrondzangers
- "Our Little Secret" – Marilyn en John F. Kennedy
- "Hang the Moon" – Gladys en Marilyn
- "Don't Forget Me" – Marilyn